# Scott W. Lucas

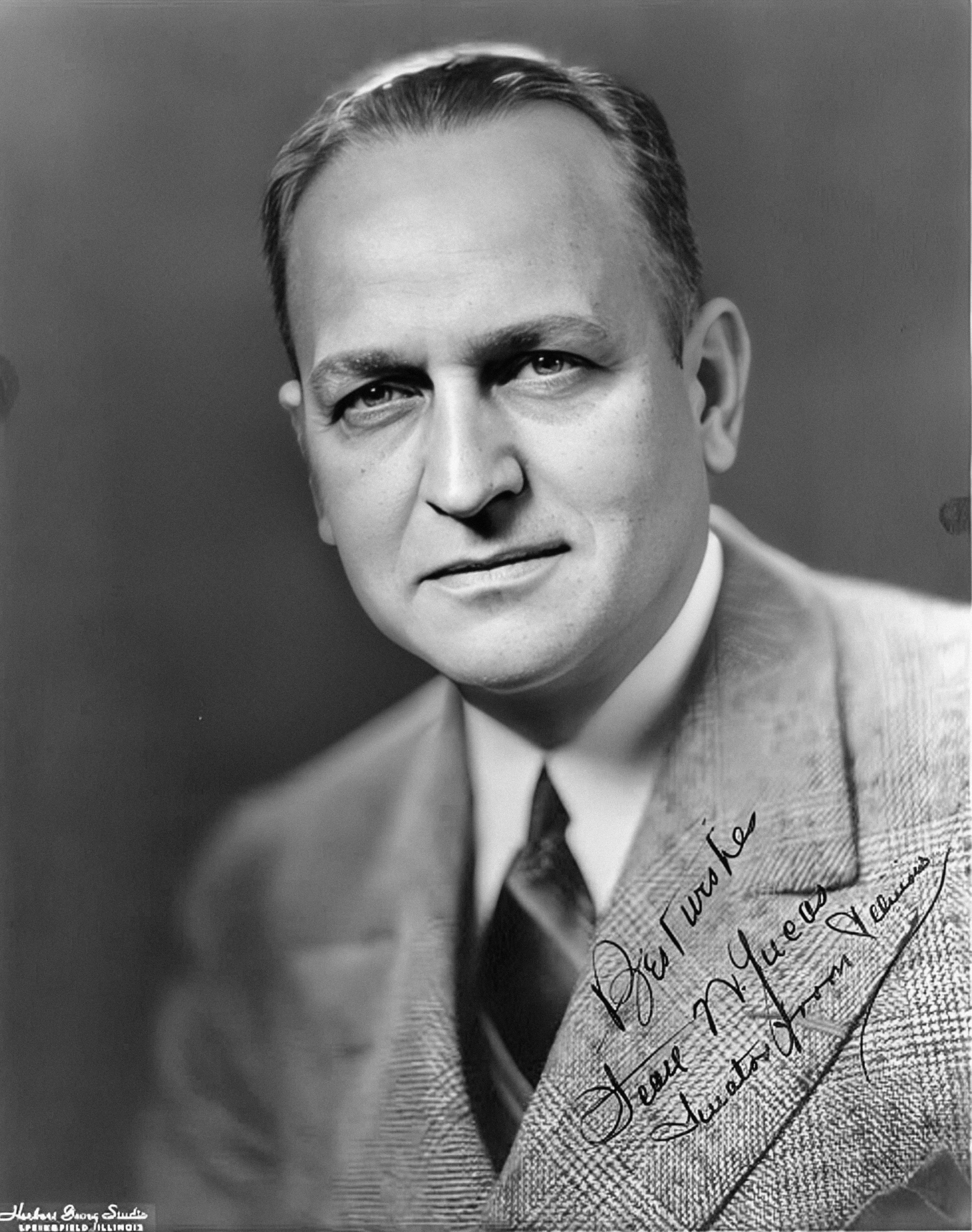
Scott W. Lucas

Scott Wike Lucas (* 19. Februar 1892 in Chandlerville, Cass County, Illinois; † 22. Februar 1968 in Rocky Mount, North Carolina) war ein US-amerikanischer Politiker der Demokratischen Partei. Von 1935 bis 1939 saß er für den US-Bundesstaat Illinois im US-Repräsentantenhaus. Von 1939 bis 1951 vertrat er Illinois im US-Senat.

## Biographie
Lucas wurde als jüngstes von sechs Kindern von William Douglas Lucas und Sarah Catherine Lucas auf einer Farm in der Nähe von Chandlerville geboren. Er wurde nach Scott Wike benannt. Nachdem er die örtlichen Schulen besucht hatte, studierte er an der Illinois Wesleyan University Rechtswissenschaft. 1914 verließ er die Universität mit einem Abschluss. 1915 wurde er als Rechtsanwalt zugelassen und praktizierte fortan in Havana. Während des Ersten Weltkrieges diente Lucas in der United States Army, zuletzt im Range eines Lieutenant. Nach Beendigung des Militärdienstes kehrte er in seine Anwaltskanzlei zurück.
Zwischen 1920 und 1925 war er als Staatsanwalt für das Mason County tätig. 1932 trat er erstmals politisch in Erscheinung, als er bei den Demokratischen Vorwahlen für die Nominierung als Kandidat zum US-Senat William H. Dieterich unterlag. Von 1933 bis 1935 war er Vorsitzender der bundesstaatlichen Steuerkommission, Gouverneur Henry Horner hatte ihn hierzu berufen.
1934 wurde er, nach dem Tod von Henry T. Rainey, als Vertreter des 20. Wahlbezirkes von Illinois ins US-Repräsentantenhaus gewählt. Er tat sich als starker Befürworter von Präsident Roosevelts New Deal auf. Nachdem Senator Dieterich bekanntgab, dass er für eine Wiederwahl nicht zur Verfügung steht, wurde Lucas von seiner Partei als Kandidat ins Rennen geschickt. Er konnte sich klar durchsetzen und diente ab 1939 als Senator. 1944 gelang ihm die Wiederwahl. Mit Unterstützung von Harry S. Truman wurde er 1946 zum Whip der Demokratischen Fraktion gewählt. Nachdem Alben W. Barkley Vizepräsident wurde und seinen Sitz im Senat abgab, wurde Lucas 1949 dessen Nachfolger als Majority Leader. 1950 wurde er bei der Wiederwahl von Everett Dirksen besiegt und schied 1951 aus dem Senat aus. 
Lucas zog sich danach vollkommen ins Privatleben zurück. Lucas war mit Edith Biggs verheiratet. 1968 verstarb er schließlich auf einer Reise nach Florida in Rocky Mount in North Carolina. Er wurde auf dem Laurel Hill Cemetery in Havana beigesetzt.